# Неформално образовање
Образовање представља један од значајних темеља на којем почива целокупно друштво, а у глобалном смислу и цео свет. Такође, као динамичан процес, призводи, осигурава и побољшава индивидуална знања и вештине. Образовање представља и један од битнијих услова друштвеног прогреса. У супротном, без образовања нема ни друштвеног напретка. У модерном друштву, постоје три значајне форме образовања, које заједно чине хомогену целину, које се назива концептом целоживотног образовања (перманентно образовање) :
1. Формално образовање (ФО), као иннституционално образовање, подразумева процес стицања одређених знања и способности унутар јасно дефинисаног и одређеног формалнообразовног система;
2. Нефромално образовање (НФО), као тип образовног процеса који се односи на изваниституцијске образовне активности којима се доборвољно стичу знања, вештине и способности;
3. Информално образовање(ИФО), које подразумева самоиницјативне и спонтане облике образовања, тачније спонтане облике преноса знања, вештина и способности.[1]

## Развој неформалног образовања(НФО)
Услед убрзаног развоја науке и технике, економских и социјалних промена и првенствено због немогућности формалног образовног система да прати те промене, те у потпуности задовољи потребе појединаца или заједнице за учењем, почетком 70-тих година XX века настаје концепт неформалног образовања. Неформално образовање представља веома важну, па чак и неопходну допуну формалном образовању и омогућава појединцима да приступе свим оним садржајима који су у формалном систему неприступачни. У последњих неколико година, уочено је убрзано ширење програма неформалног образовања, као што су програми за описмењивање, који представљају замену за школско формално обраовање.
Дакле, у модерном друштву, неформално образовање је све распрострањенији облик учења, стицања знања и вештина, те уједно постаје и потреба модреног начина живљења и пословања, рада и деловања. Такође, у литератури се за појам неформалног образовања користе и други термини и називи као што је нетрадиционално образовање, изваншколско образовање, неконвенционално образовање, мреже учења, културно-естетско образовање и слично.
UNESCO, 1972. године, дефинише неформално образовање као огранизовану едукативну активност, бан формалног система, која има за сврху да задовољи потребе корисника, али и циљеве учења. Данас, НФО пружа мноштво значајних програма едукације, који се могу разврстати у две широке категорије:
1. Образовни програми, што подразумвева стицање различитих знања и вештина;
2. Програми усмерени ка васпитању, што подразумева учење ставова и позитивних животних вредности.[3]

## Значај неформалног образовања, основни циљеви и задаци
Предност и значај неформалног образовања се оглада у стицању знања кроз акцију, праксу или искуство и омогућава практично применљиво знање које је прилагођено индивидуалним потребама. Учешће у активностима НФО је добровољно и не зависи од година, претходног искуства и образовања. Такође, представља и "другу шансу" за оне који из различитих разлога немају могућности за редовно школовање.
Неформално образовање има широк спектар циљева, а један од основних циљева НФО је развијање потреба младих и одраслих људи, односно интеграција и укључивање појединаца у друштво и све друштвене активности и процесе. Првенствено тежи да омогући сваком појединцу да буде актер у свим садржајима и програмима који су у оквиру формалног образовања били недоступни и неприступачни. НФО својим програмима и обукама настоји да обезбедби сваком појединцу да оствари и одржи способности које су неопходне за обављање његових улога у пословном процесу, те да сваки поједуинац постане озбиљан кандидат на тржишту радне снаге.
Задаци неформалног образовања обухватају све активности које су усмерене ка постизању циљева појединаца. Један од основних задатака подразумева пружање адекватних програма и обука који ће обухватити цео животни век сваке особе појединачно. Такође, постоји неколико темељних и утврђених задатака НФО, који су усмерени према различитим циљним групама као што су маргинализоване и мањинске друштвене групе, одрасли који се оспособљавају за живот и рад, млади у омладинским клубовима, невладиним организацијама, слободним активностима изван/после школе и друге друштвене групе, а то су:
- омогућавање неформалног образовања појединцима и групама којима су програми формалног институционалног образовања из различитих разлога недоступни и неприступачни, као и избегавање и превазилажење друштвено-културолошких препрека у образовању и побољшање основних услова живота појединаца и ширење знања, вештина и способности потребних за живот, рад и друге друштвене активности.[1]

Такође, значај неформалног образовања се огледа и у томе што неформално образовање није ограничено годинама, полом, расом или културом, већ су сви појединци једнаки и имају једнаке шанске и исте могућности. Улога НФО је веома велика, те стицање нових знања и вештина кроз неформалне облике образовања представља услов за све појединце који желе да "опстану" и несметано обављају своје пословне и приватне активности и делатности.
У пракси, постоје разни примери неформалног образовања, као што су курсеви и обуке који доприносе развоју стручних вештина(нпр. дактилографски курс), личном развоју (курс превладавања стреса) и развој активног грађанства, односно решавање различитих друштвених проблема као што су превенција насиља или превенција ХИВ-а и сл.